# Traffic Sports International
Traffic Sports International és una companyia dedicada a la gestió d'esdeveniments esportius i a la intermediació i compravenda de jugadors professionals de futbol. Des de les Illes Verges Britàniques, operava com a filial de Traffic Group, l'empresa de màrqueting esportiu fundada per J. Hawilla, l'empresari, mort l'any 2018, que va ser conegut com l'amo del futbol brasiler. El maig de 2015, va ser acusada pel Departament de Justícia dels Estats Units de corrupció en el denominat Cas Fifagate. Traffic Sports International va admetre la seva culpabilitat, va acceptar col·laborar amb la justícia i va pactar tancar la seva activitat empresarial. El març de 2019, va ser condemnada a pagar una multa de 500.000 US$.

## Fifagate
El 12 de desembre de 2014, J. Hawilla, que estava sent investigat per l'FBI, va confessar haver comès diversos delictes de corrupció, va declarar que pagar suborns era necessari per aconseguir que Traffic s'adjudiqués contractes amb diverses organitzacions del futbol i va admetre que des de l'any 1991 ho estava fent regularment. Hawilla va acordar amb la justícia nord-americana retornar més de 150 milions de dòlars, acceptar un pla per a la venda de les seves accions a Traffic i cooperar com a informador de la justícia nord-americana per a destapar més casos de corrupció.
El 27 de maig de 2015, en el marc de les investigacions dutes a terme per la fiscalia de Nova York en el conegut com a Cas Fifagate, van ser detinguts set dirigents de la FIFA a l'Hotel Baur au Lac de Zúric (Suïssa) on s'allotjaven per assistir al 65è congrés de la Fifa. Les informacions facilitades per J. Hawilla i per Chuck Blazer, exsecretari general de la Confederació del Nord, Centreamèrica i el Carib de Futbol Associació (CONCACAF), van ser decisives per completar amb èxit l'operació. Simultàniament, una altra operació d'escorcoll es va realitzar a la seu de la Concacaf a Miami.
Traffic Sports USA, Traffic Sports International i 18 persones van estar involucrades en la primera fase d'aquest afer de corrupció conegut com a Cas Fifagate. Quatre eren informadors que havien admès prèviament la seva culpabilitat. Un dels detinguts era el president de Traffic Sports USA, el nord-americà d'origen costa-riqueny, Aaron Davidson.
El 18 de març de 2019, la jutge del districte de Brooklyn, Pamela K. Chen, va fixar per a Traffic Sports USA i Traffic Sports International una multa de 500.000 US$ a cadascuna. Ambdues empreses ja havien accedit prèviament a tancar la seva activitat empresarial com a part de l'acord reconeixent la seva culpabilitat.